# فرودگاه تینک
فرودگاه تینک (به انگلیسی: Tinak Airport) یک فرودگاه با کد یاتا TIC است که یک باند فرود مرجان شن دارد و طول باند آن ۸۶۹ متر است. این فرودگاه در کشور جزایر مارشال قرار دارد و در ارتفاع ۱ متری از سطح دریا واقع شده است.